# Paederia pertomentosa
Paederia pertomentosa är en måreväxtart som beskrevs av Elmer Drew Merrill och Hui Lin Li. Paederia pertomentosa ingår i släktet Paederia och familjen måreväxter. Inga underarter finns listade i Catalogue of Life.